# Type Attack
Type Attack est un jeu vidéo de dactylographie développé par Jim Hauser et Ernie Brock et publié par Sirius Software en 1982 sur Apple II avant d’être porté Atari 8-bit, Commodore 64 et Commodore VIC-20. Le joueur contrôle un canon laser positionné en bas de l’écran et détruire les lettres et les mots qui apparaissent à l’écran. Pour cela, il n’a pas besoin de viser mais seulement de taper au clavier les caractères correspondant. Le jeu est composé de 39 leçons. Chaque leçon est divisée en deux parties et peut être jouée à différentes vitesses,. Dans la première, le joueur fait face à une invasion de lettres qui se déplacent à l’écran comme les ennemis dans Space Invaders. Il ne peut détruire que les lettres du bas de chaque colonne. S’il tape une autre lettre ou si l’une d’entre elles atteint le bas de l’écran, il perd des points d’énergie. Dans la deuxième partie, des mots composés des lettres détruites précédemment apparaissent en haut à droite de l’écran puis se déplacent vers la gauche. Le joueur doit alors taper ces mots avant qu’ils n’atteignent la gauche de l’écran. Le joueur perd la partie après avoir perdu 100 points d’énergie,.